# Aston Martin DB4 GT
L'Aston Martin DB4 GT è una autovettura gran turismo prodotta dalla casa automobilistica britannica Aston Martin dal 1959 al 1963 in 75 esemplari. Si trattava di una versione speciale della DB4.

## Il contesto

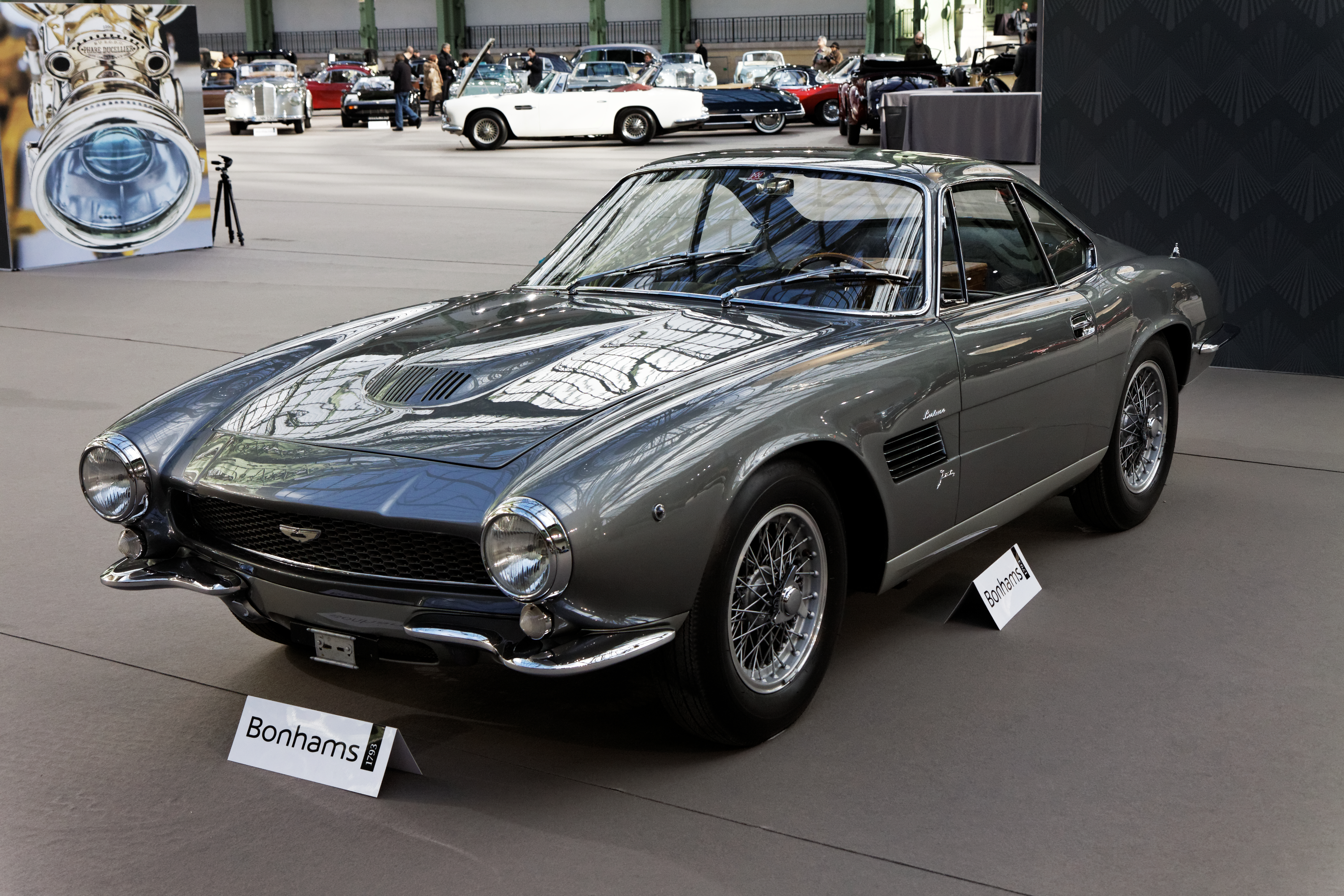
L'Aston Martin DB4 GT Bertone Jet

Il modello era una versione speciale della DB4. Rispetto alla vettura da cui derivava, era più leggera e forniva migliori prestazioni.
Introdotta nel settembre del 1959, la DB4 GT possedeva fari carenati ed una carrozzeria costruita con lamiere di alluminio meno spesse rispetto a quelle della DB4. Vennero utilizzate delle lamiere meno consistenti per contenere i pesi. Anche il passo fu accorciato rispetto a quello della DB4, e ciò comportò la costruzione di molti esemplari privi di posti posteriori. 
Della DB4 GT furono costruiti in totale 75 esemplari. Vennero però realizzate altre 19 vetture che vennero modificate da Zagato. Questi esemplari sono conosciuti come DB4 GT Zagato, ed avevano una calandra piatta e ovale. Possedevano inoltre una coda dal disegno più morbido ed erano sprovvisti delle pinne posteriori che erano invece presenti sulla DB4 GT. Un esemplare fu carrozzato da Bertone e venne denominato Bertone Jet.

## Il design
La linea della DB4 GT era piuttosto tozza ed aggressiva a causa del passo piuttosto corto. Il modello si distingueva per i fari carenati (che fu una caratteristica in seguito applicata alla DB5), per l'assenza di paraurti e per la presenza di due bocchettoni per il rifornimento della benzina.
Gli interni erano raffinati, anche se lo spazio per passeggeri posteriori era piuttosto sacrificato. Dato che il modello venne progettato per le gare di resistenza, era previsto un serbatoio da 136 litri nel vano bagagli. In quest'ultimo era posizionata anche la ruota di scorta.

## Caratteristiche tecniche
Ciò che rese particolare la DB4 GT fu il motore, che era a benzina. Disponibile in due cilindrate, 3.670 cm³ e 3.750 cm³, il propulsore della DB4 GT possedeva due candele per cilindro (era quindi un Twin Spark), due spinterogeni, tre carburatori a doppio corpo Weber 45 DCOE 4 ed un doppio albero a camme in testa. Era anche presente un radiatore per l'olio. Rispetto alla DB4, fu modificata la testa dei cilindri per ottenere un maggiore rapporto di compressione, più precisamente 9:1, che portò quindi ad una maggiore potenza erogata, cioè 302 CV a 6.000 giri al minuto.
Il modello montava una trasmissione David Brown a quattro rapporti sincronizzati, che era quindi simile a quella montata sulla DB4. I freni erano a disco.
Il modello raggiungeva una velocità massima da 190 a 275 km/h a seconda del rapporto al ponte finale.

## Le competizioni
Il modello esordì nelle competizioni nel 1959, anno nel quale il prototipo del modello conquistò la sua prima vittoria a Silverstone con alla guida Stirling Moss. Qualche mese dopo la DB4 GT fu presentata al pubblico al Salone dell'automobile di Londra. 
La gara internazionale più importante a cui il modello ha partecipato è stata la 24 Ore di Le Mans del 1959. Iscritto alla classe prototipi, abbandonò la gara dopo poche ore. Una coppia di DB4 GT anche partecipato alla 12 Ore di Sebring del 1961.
La coppia più celebre di DB4 GT è stata quella utilizzata dalla scuderia Essex Racing Stable di John Ogier, che si distinse al Tourist Trophy del 1962, disputatosi sul circuito di Goodwood con alla guida Roy Salvadori ed Innes Ireland, dove diede filo da torcere alla più potente Ferrari 250 GT Berlinetta passo corto, che poi vinse la corsa.